# Pulvinaria cacao
Pulvinaria cacao är en insektsart som beskrevs av Williams och Watson 1990. Pulvinaria cacao ingår i släktet Pulvinaria och familjen skålsköldlöss.
Artens utbredningsområde är Papua Nya Guinea. Inga underarter finns listade i Catalogue of Life.